# 平頭魯氏魚
平頭魯氏魚，為黑頭魚科的其中一種，為深海魚類，分布於東大西洋蘇格蘭西部、馬得拉群島、亞速群島向南至賴比瑞亞；印度洋南非外海；東南太平洋智利海域，深度595-1450公尺，體長可達32公分，棲息在中層水域，生活習性不明。

## 扩展阅读
維基物種上的相關：平頭魯氏魚